# Almaaz
Almaaz (Èpsilon del Cotxer / ε Aurigae) és una estrella de la constel·lació del Cotxer. També és coneguda amb els noms de Haldus i Al Anz. Es tracta d'una binària eclipsant, el seu esclat varia en la magnitud visual aparent entre +3,0 i +3,8 amb un període d'uns 9.890 dies (~27,1 anys). Està a uns 2.000 anys llum de distància.
La component visible és una supergegant que pertany a la classe espectral A8. És una de les estrelles més lluminoses conegudes. El seu diàmetre correspon a uns 100 diàmetres solars. L'altre component (eclipsant) no és visible.
- La tesi més acceptada és que es tracta d'una o dues estrelles petites amb un anell de pols opaca de cantó, la qual cosa produiria els eclipses observats de dos anys de duració.

- La hipòtesi alternativa és que seria immensa, però de baixa densitat i, per tant, semitransparent.